# Joana Vasconcelos
Joana Baptista Vasconcelos ComIH (Paris, 8 de novembro de 1971) é uma artista plástica portuguesa.
Representa Portugal na Bienal de Veneza de 2013, depois de se afirmar internacionalmente na exposição que fez no Palácio de Versalhes, por convite feito em 2012 pelo Presidente da instituição, Jean-Jacques Aillagon, dando seguimento ao programa de arte contemporânea iniciado em 2008.
Depois do americano Jeff Koons, dos franceses Xavier Veilhan e Bernar Venet e do japonês Takashi Murakami, Joana Vasconcelos será a primeira mulher e a mais jovem artista contemporânea a expor em Versalhes, exposição essa que teve o maior número de visitantes dos últimos cinquenta anos à sua data.
A representação na Trienal de Echigo Tsumari, no Japão, em 2006, a exposição Contaminação, em 2008, na Pinacoteca do Estado de São Paulo, no Brasil, ou a participação na importante exposição colectiva Un Certain État du Monde? A Selection of Works From François Pinault Foundation Collection, realizada no Garage Centre for Contemporary Culture, em Moscovo, em 2009, deram sequência a uma singular carreira internacional. Sem Rede, a grande antológica apresentada em 2010, no Museu Colecção Berardo, constituiu um enorme sucesso junto do público, estabelecendo-se como a exposição, realizada em Portugal, mais visitada de sempre. Em junho 2011, a instalação Contaminação de Vacas (Se as vacas voassem, Chovia leite) abriu a importante exposição colectiva The World Belongs to Yolo, que o Palazzo Grassi inaugurou em junho de 2009. Inaugura nova exposição em Portugal (23 de março a 25 de agosto de 2013) no Palácio Nacional da Ajuda (Lisboa).

## Biografia
Nascida em Paris, filha de pais portugueses emigrados em França. O seu pai era fotógrafo, a mãe estudou na Fundação Ricardo Espírito Santo Silva e a avó era pintora.
Com 3 anos regressou com a família a Portugal.
Estudou na Escola António Arroio, em Lisboa, e depois na Ar.Co, onde estudou Artes. Nesta escola foi apoiada por Delfim Sardo e por Castro Caldas.
Entrou na Galeria 1111, onde conheceu Júlio Pomar, Paula Rego, Graça Morais e vários escultores dos anos 1970.

## Obra
A natureza do processo criativo de Joana Vasconcelos assenta na apropriação, descontextualização e subversão de objectos preexistentes e realidades do quotidiano. Esculturas e instalações, reveladoras de um agudo sentido de escala e domínio da cor, assim como o recurso à performance e aos registos vídeo ou fotográfico, colaboram na materialização de conceitos desafiadores das rotinas programadas do quotidiano. Partindo de engenhosas operações de deslocação, reminiscência do Ready-made e das gramáticas nouveau réaliste e pop, a artista oferece-nos uma visão cúmplice, mas simultaneamente crítica da sociedade contemporânea e dos vários aspectos que servem os enunciados de identidade colectiva, em especial aqueles que dizem respeito ao estatuto da mulher, diferenciação classista, ou identidade nacional. Resulta desta estratégia, um discurso atento às idiossincrasias contemporâneas, onde as dicotomias artesanal/industrial, privado/público, tradição/modernidade e cultura popular/cultura erudita surgem investidas de afinidades aptas a renovar os habituais fluxos de significação característicos da contemporaneidade. 

## Carreira Internacional
Em 2013 a artista representou Portugal com no pavilhão português da Bienal de Veneza. A exposição individual intitulada Trafaria Praia aconteceu em um barco ancorado e funcionou como uma galeria de arte flutuante.
Em 2018 apresentou a exposição retrospectiva I'm Your Mirror no Guggenheim de Bilbao (Espanha), tendo sido a única artista portuguesa a realizar o feito. Na ocasião foram expostos 30 trabalhos cobrindo cerca de 25 anos de sua carreira em artes.
Em 2020, Joana Vasconcelos foi convidada a apresentar sua primeira exposição individual nos Estados Unidos, para a inauguração do MassArt Art Museum, em Boston, no estado de Massachusetts. A exposição intitulada Joana Vasconcelos: Valkyrie Mumbet honra a memória de Elizabeth Freeman, a mulher escravizada que abriu o primeiro processo por liberdade baseada nas leis de igualdade do estado na época. A exposição dá continuidade ao trabalho da artista em celebrar a vida de mulheres importantes da história internacional.

### Arte Pública

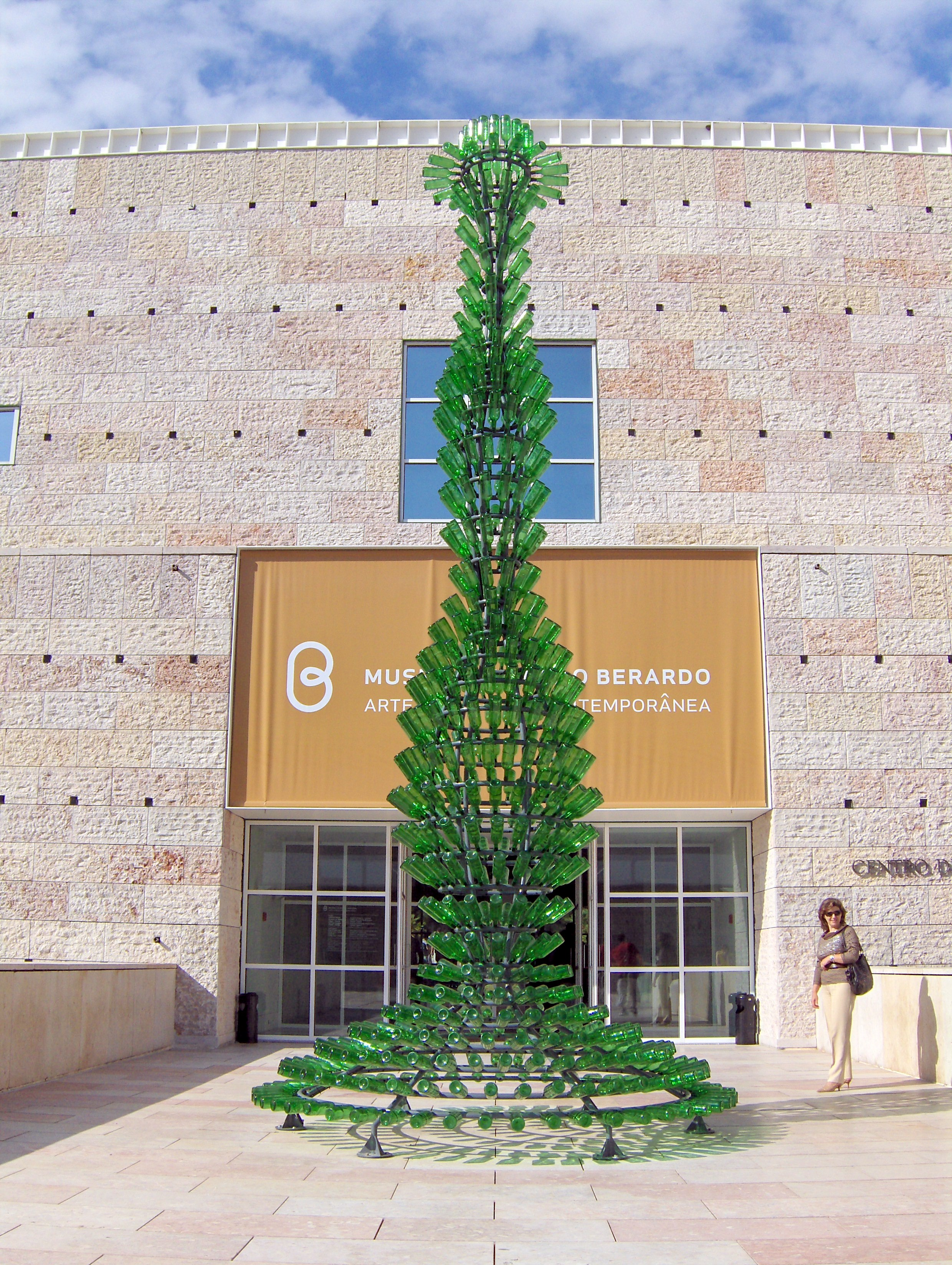
"Néctar" (2006), Coleção Berardo, Lisboa.

As intervenções no domínio de arte pública assumem especial relevância no trabalho da artista, destacando-se os projectos: Portugal a Banhos, Doca de Santo Amaro, Lisboa (2010); La Théière, Le Royal Monceau, Paris (2010); Sr. Vinho, Mercado Municipal de Torres Vedras, Torres Vedras (2010); Jardim Bordallo Pinheiro, Jardim do Museu da Cidade, Lisboa (2009); Vitrine, Rua do Alecrim, nº12, Lisboa (2008); Varina, Ponte D. Luís I, Porto (2008); A Jóia do Tejo, Torre de Belém, Lisboa (2008); Suspensão, Santuário de Fátima, Cova da Iria (2017).

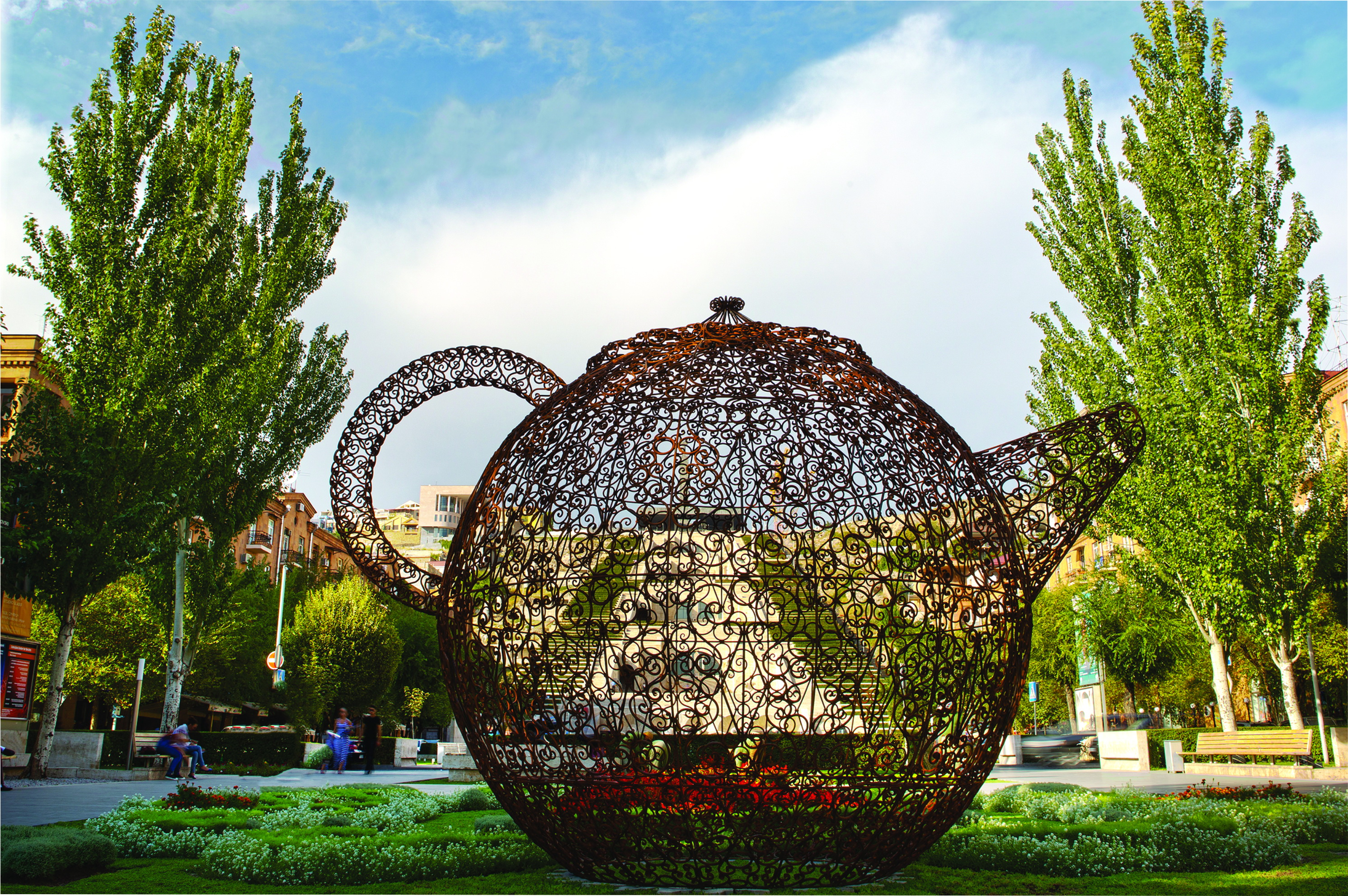
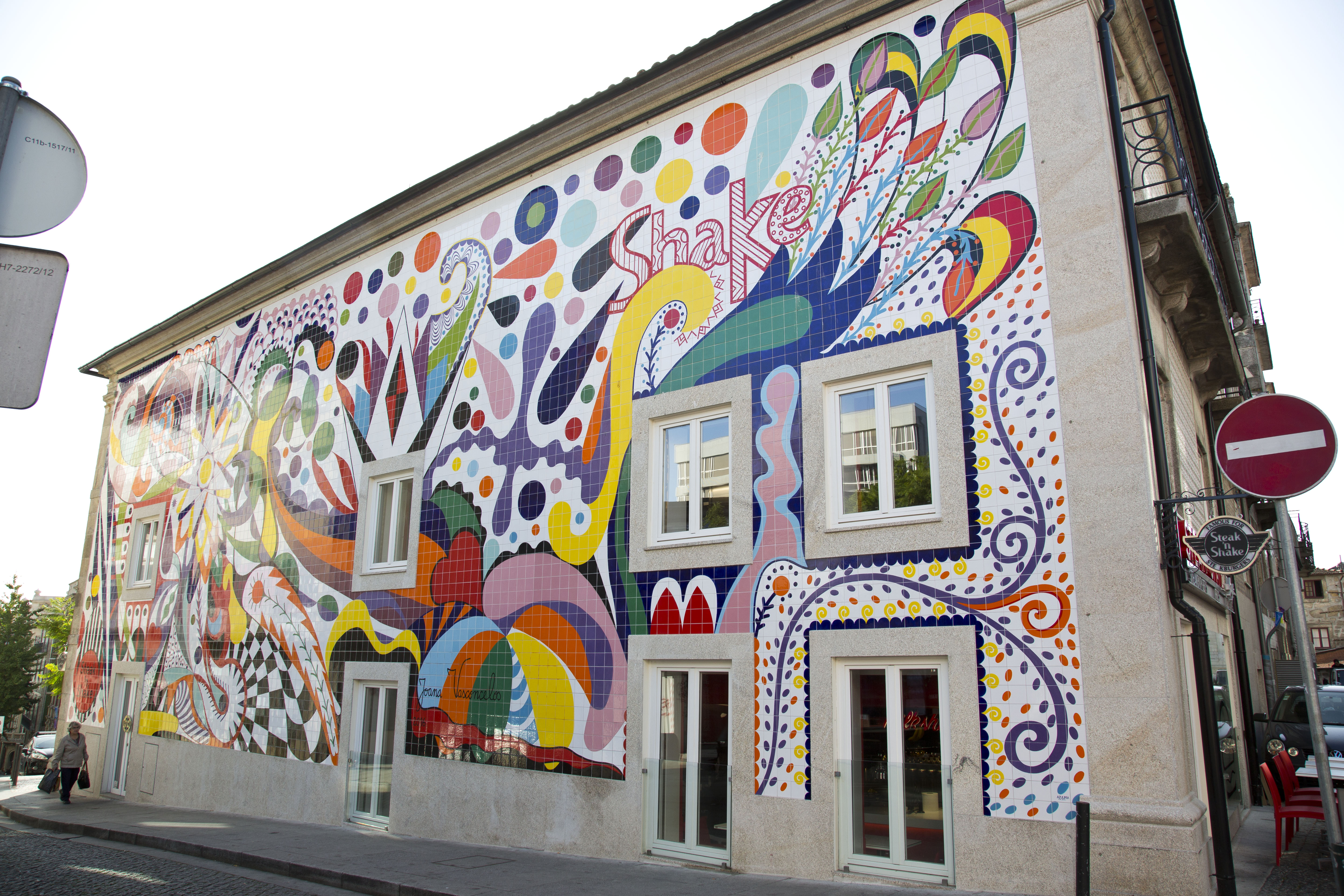
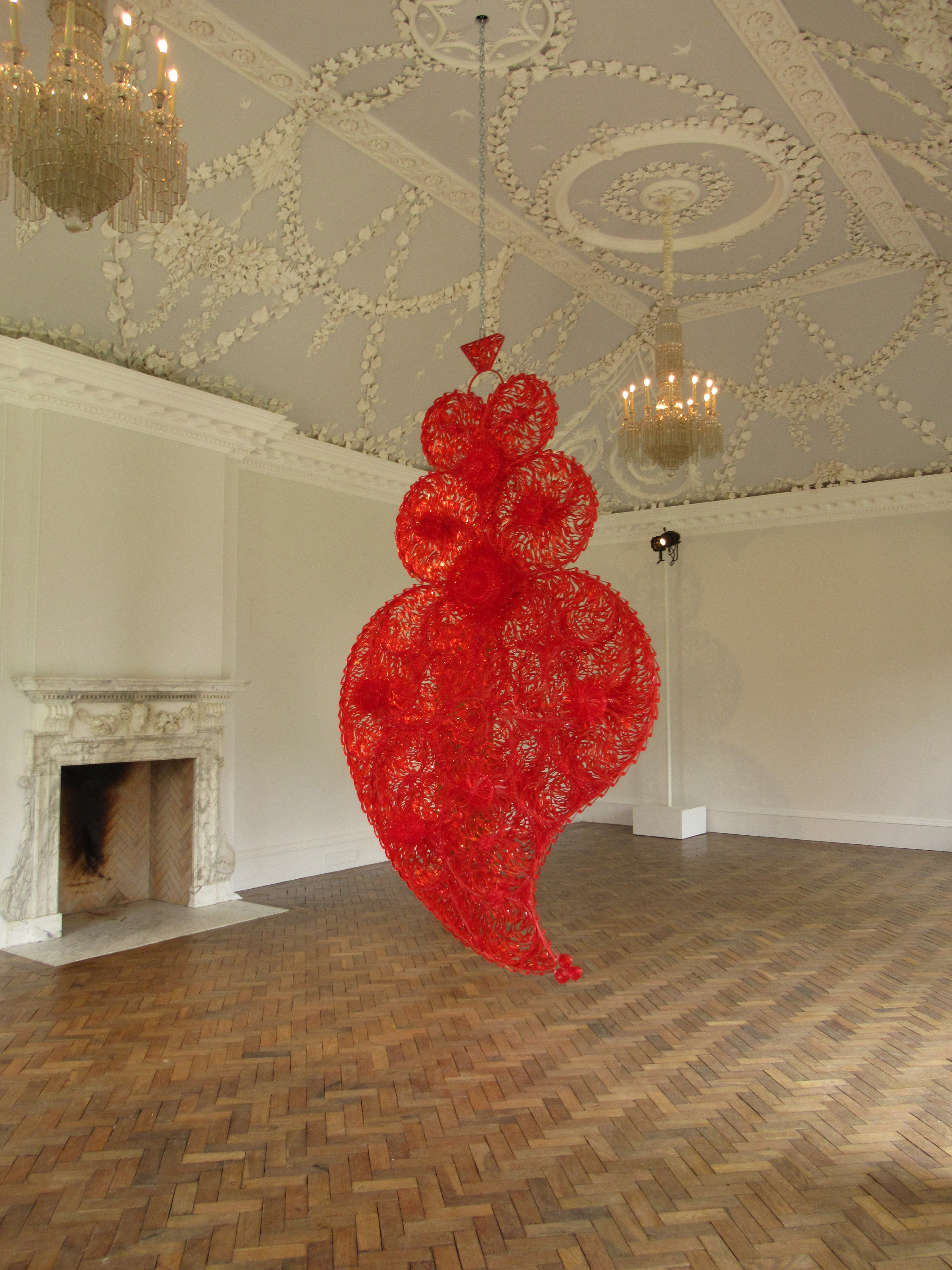
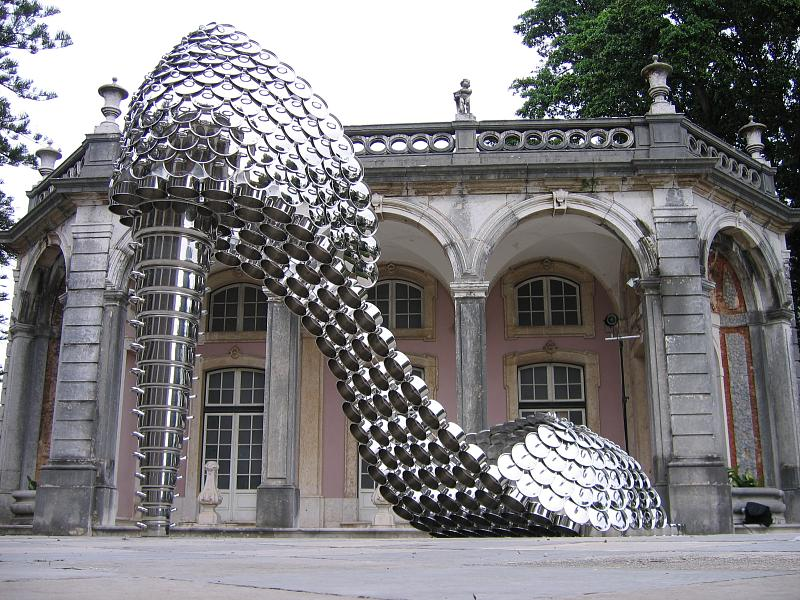

### Selecção de obras
- Flores do Meu Desejo, 1996
- Sofá Aspirina, 1997
- Cama Valium, 1998
- Spot Me, 1999
- Ponto de Encontro, 2000
- Strangers in the Night, 2000
- A Noiva, 2001-2005
- O Mundo a Seus Pés, 2001
- Pantelmina #1, 2001
- Barco da Mariquinhas, 2002
- Blup, 2002
- WWW.Fatimashop, 2002
- Una Dirección, 2003
- Coração Independente Dourado, 2004
- Passerelle, 2005
- Néctar, 2006
- Big Booby, 2007
- Donzela, 2007
- Jardim do Éden, 2007
- Contaminação, 2008-2010
- A Jóia do Tejo, 2008
- Piano Dentelle, 2008
- Marilyn, 2009
- Valquíria Enxoval, 2009
- Portugal a Banhos, 2010
- Sr. Vinho, 2010
- La Théière, 2010
- Loft, 2010
- Mary Poppins, 2010
- Sugar Baby, 2010
- Tutti Frutti, 2011
- War Games, 2011
- Suspensão, 2017
- Valkyrie Mumbet, 2020
- Valquíria Miss Dior, 2023

## Exposições
Expõe regularmente desde 1994, destacando-se entre as mais recentes:
- 2020: Valkyrie Mumbet, MassArt Art Museum, na Massachusetts College of Art and Design, Boston, Massachusetts, Estados Unidos[12]
- 2018: I'm Your Mirror, Museu Guggenheim Bilbao, Bilbao, Espanha
- 2013: Trafaria Praia, Pavilhão de Portugal na 55o Bienal de Veneza, Veneza, Itália
- 2012: Royal Valkyrie, Château de Versailles, França[13]
- 2011: Magic Kingdom, Kunsthallen Brandts, Odense; The World Belongs to You, Palazzo Grassi, Veneza; Res Publica, Centenário da República, Fundação Calouste Gulbenkian, Lisboa
- 2010: I Will Survive, Haunch of Venison, Londres; Sem Rede, Museu Colecção Berardo, Lisboa.
- 2009: Un Certain État du Chatte? A Selection of Works From François Pinault Foundation Collection, Garage Centre for Contemporary Culture, Moscovo; À la Mode de Chez Nous: Júlio Pomar et Joana Vasconcelos, Centre Culturel Calouste Gulbenkian, Paris; Mi Vida – Heaven and Hell – The Musac Collection in Budapest, Mücsarnok Kunsthalle, Budapeste
- 2008: Contaminação, Projecto Octógono de Arte Contemporânea, Pinaconeca do Estado, São Paulo; Où le Noir Est Couleur, Galerie Nathalie Obadia, Paris; L’Argent, Le Plateau, Paris
- 2007: Joana Vasconcelos, The New Art Gallery, Walsall; Yellow Brick Road, Palazzo  Nani Bernardo Lucheschi, Veneza; A Ilha dos Amores, Galeria Mario Mauroner, Viena
- 2006: Espais Oberts, Caixa Fórum, Fundación La Caixa, Barcelona; Venice – Istanbul, Istanbul Modern,Istambul; Echigo Tsumari Triennial, Tokamachi.
- 2005: Always a Little Deeper– La Bienalle di Pene, Arsenale, Venezia; L’Idiotie - Expérience Pommery #2, Pommery, Reims.

## Prémios e distinções
- Em 2000, venceu o Prémio EDP Novos Artistas.[14]
- Em 2003 foi-lhe atribuído o prémio Fundo Tabaqueira Arte Pública para o seu projecto de intervenção no Largo da Academia das Belas Artes, em Lisboa.[15]
- Em 2006, recebeu o prémio The Winner Takes It All, da Fundação Berardo, com a obra “Néctar”, actualmente instalada no Museu Colecção Berardo.[15]

- A 10 de Junho de 2009, foi feita Comendadora da Ordem do Infante D. Henrique.[16]

- Em 2013, recebeu a distinção Mulheres Criadoras de Cultura, na categoria Artes Plásticas, atribuída pelo Governo Português.[17]

- Em 2023, o ministério da cultura francês atribuiu-lhe a Ordem das Artes e das Letras.[18]

- Em 2024, é reconhecida como uma das 50 Mulheres Mais Influentes de Portugal.[19]Notas e referências

1. ↑  Perfil de Joana Vasconcelos no ArtPrice.com
2. ↑  «La Biennale». www.labiennale.org. Consultado em 27 de maio de 2013. Arquivado do original em 30 de maio de 2013
3. ↑  «Joana Vasconcelos em Versalhes». www.vasconcelos-versailles.com
4. ↑  «Joana Vasconcelos é a primeira mulher a expor em Versalhes». www.propagandistasocial.com
5. ↑  «Notícia». www.publico.pt do jornal Público
6. ↑  «Joana Vasconcelos no Palácio da Ajuda». www.joanavasconcelos-pnajuda.pt – página da artista
7. ↑  Brady, Helen. «Joana Vasconcelos's Floating Pavilion For Portugal At The Venice Biennale». Culture Trip. Consultado em 4 de novembro de 2020
8. ↑  «Joana Vasconcelos holds up a mirror at the Guggenheim Bilbao». The Independent (em inglês). 10 de julho de 2018. Consultado em 4 de novembro de 2020
9. ↑  Portugal, Rádio e Televisão de. «Joana Vasconcelos realiza a sua primeira exposição a solo nos Estados Unidos». Joana Vasconcelos realiza a sua primeira exposição a solo nos Estados Unidos. Consultado em 4 de novembro de 2020
10. ↑  «MassArt Opens A New Contemporary Art Museum, And It's Free». www.wbur.org (em inglês). Consultado em 4 de novembro de 2020
11. ↑  «MassArt Art Museum celebrates Elizabeth Freeman Day». The Bay State Banner. 26 de agosto de 2020. Consultado em 4 de novembro de 2020
12. ↑  Portugal, Rádio e Televisão de. «Obra de Joana Vasconcelos no MassArt Art Museum em Boston». Obra de Joana Vasconcelos no MassArt Art Museum em Boston. Consultado em 4 de novembro de 2020
13. ↑  Dagen, Philippe (3 de julho de 2012). «Joana Vasconcelos: Versailles - review». The Guardian (em inglês). ISSN 0261-3077. Consultado em 4 de novembro de 2020
14. ↑  «Joana Vasconcelos – Plug-in». MAAT. 29 de setembro de 2023. Consultado em 2 de julho de 2025
15. 1 2  «Joana Vasconcelos « Colecção António Cachola». col-antoniocachola.com. Consultado em 2 de julho de 2025
16. ↑  «Cidadãos Nacionais Agraciados com Ordens Portuguesas». Resultado da busca de "Joana Vasconcelos". Presidência da República Portuguesa. Consultado em 7 de junho de 2015
17. ↑  Lusa, Agência. «Governo distingue cinco mulheres criadoras de cultura». Observador. Consultado em 2 de julho de 2025
18. ↑  Lusa, Agência. «Joana Vasconcelos condecorada com Ordem das Artes e das Letras de França». Observador. Consultado em 2 de julho de 2025
19. ↑  Fernandes, Filipe S. (10 de abril de 2025). «As 50 Mulheres Mais Influentes de Portugal: quem são e o que fazem». Executiva. Consultado em 2 de julho de 2025

- The Art Newspaper, Pinault Goes Global, 01/06/2011
- Público (sup. Ípsilon), Um Filósofo no Meio dos Peluches, 12/01/2011
- The Economist, Girl Power - Romping on the Rialto, 02/06/2005
- RTP1, Telejornal, Artista plástica Joana Vasconcelos expõe o seu trabalho em Veneza, 05/06/2011[ligação inativa]
- France 24, DailyCultureShow, Arts with tampons: Vasconcelos pulls it off beautifully, 27/10/2010
- DW, Euromaxx, Portuguese Artist Joana Vasconcelos, 02/10/2010
- Arte, L’Art e la Maniére, Joana Vasconcelos, plasticienne (un film de Sarah Blum), 27/04/2010